# Horopeta
Horopeta umarere
Genre
Espèce
Horopeta est un genre éteint de mysticètes de l’Oligocène supérieur (Chattien), ayant vécu en Nouvelle-Zélande il y a environ entre 27 et 25 Ma (millions d'années).
Une seule espèce est rattachée au genre, Horopeta umarere.

## Description
Horopeta se distingue des autres mysticètes par les caractères suivants: base frontale en pente modérée à partir de la ligne médiane du crâne, os pariétal considérablement à largement exposé à la crête sagittale, processus postérieur non fusionné et court des bulles périotiques et tympaniques, processus supérieur éminent de périotique, présence de foramen elliptique et de cavité sigmoïdale dans la bulle tympanique, processus postérieurs non fusionnés et courts des bulles périotiques et tympaniques, une plaque pédiculaire distincte située dans la fovéa épitubaire, présence d'une fente horizontale, d'un foramen elliptique et d'une cavité sigmoïde dans la bulle tympanique.

## Classification
Une analyse cladistique initiale a révélé qu'Horopeta était, soit un balaénomorphe basal, soit un cétotheriidé basal, bien que les auteurs de la description aient noté que la nature juvénile de l'holotype pouvait influencer sa position cladistique au sein de Chaeomysticeti. Des analyses cladistiques ultérieures ont corroboré le placement d’Horopeta en dehors du groupe-couronne des Mysticètes.

## Biologie
En raison de la structure de la mâchoire, Horopeta était l’un des premiers chaeomysticètes capables de s’alimenter comme les mysticètes existants. Les mêmes niveaux stratigraphiques qui ont donné Horopeta ont également fourni des odontocètes primitifs : Awamokoa, Austrosqualodon, Otekaikea et Waipatia, des éomysticétidés : Matapanui, Tohoraata, Tokarahia et Waharoa, et des baleines : Mauicetus et Whakakai.

## Publication originale
- (en) Cheng-Hsiu Tsai et R. Ewan Fordyce, « The Earliest Gulp-Feeding Mysticete (Cetacea: Mysticeti) from the Oligocene of New Zealand », Journal of Mammalian Evolution, Springer Science+Business Media, vol. 22, no 4,‎ 26 mars 2015, p. 535-560 (ISSN 1064-7554 et 1573-7055, DOI 10.1007/S10914-015-9290-0).